# پل شوک
پل شوک (فرانسوی: Paul Chocque‎; ۱۴ ژوئیهٔ ۱۹۱۰ – ۴ سپتامبر ۱۹۴۹) دوچرخه‌سوار اهل فرانسه بود.
وی در مسابقات کشوری و بین‌المللی در مجموع برندهٔ ۱ مدال نقره، ۱ مدال برنز شده‌است.